# Bogatić

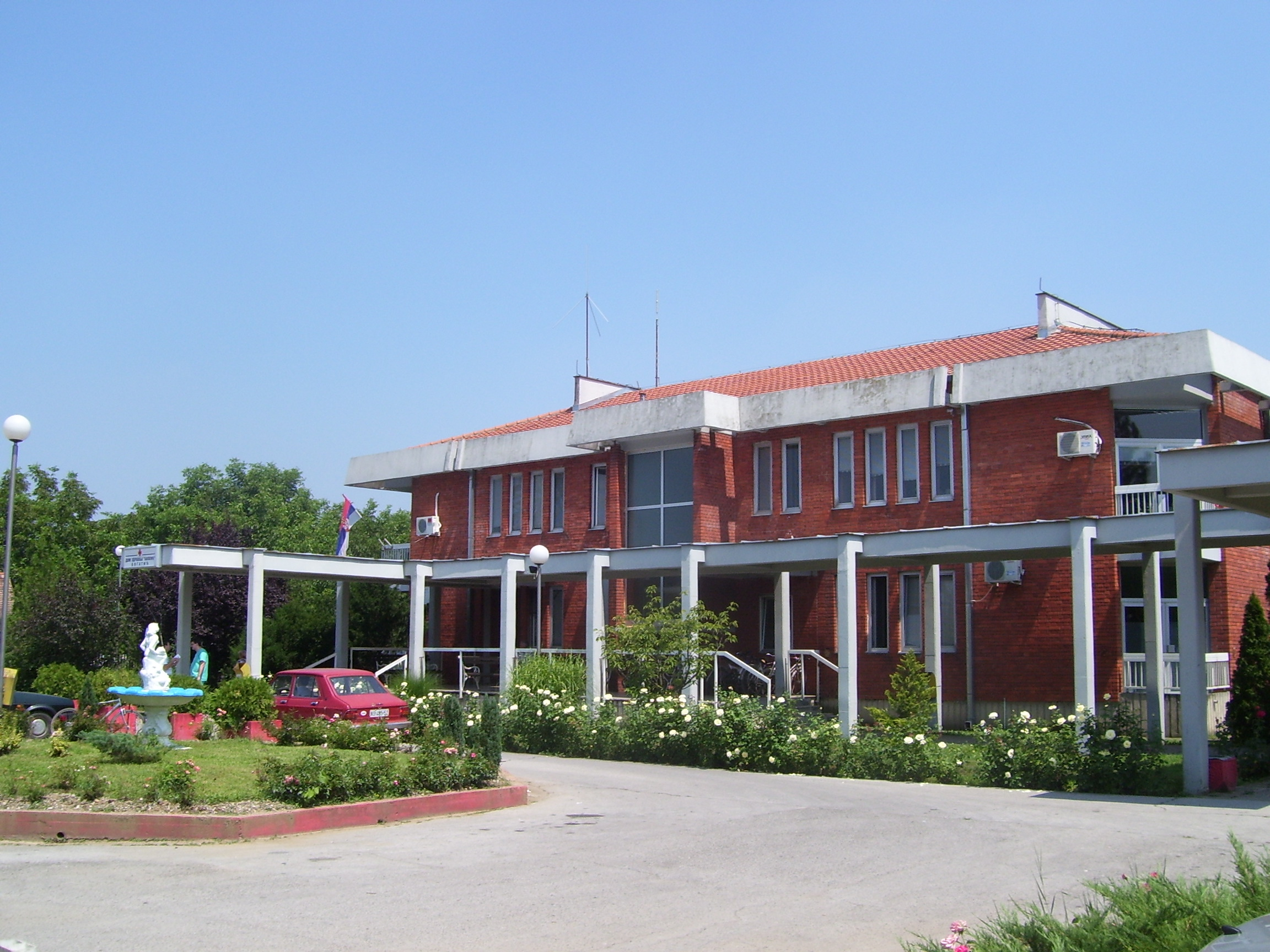
Poliklinika v Bogatići

Bogatić (v srbské cyrilici Богатић) je město v západní části srbské Vojvodiny. Nachází se na silnici spojující města Sremska Mitrovica a Loznica a má 6 470 obyvatel. Administrativně spadá do Mačvanského okruhu. Obyvatelstvo je převážně srbské národnosti.
Po skončení války mezi Turky a Habsburskou monarchií byla oblast Dolních uher znovu osídlena. Během rakouské správy v Srbsku v 20. a 30. letech 18. století byl Bogatić se 44 rodinami největší obcí v regionu Mačvy. Později přišli osadníci z oblasti Černé Hory, Bosny a Hercegoviny. Město bylo rovněž postiženo během První světové války, neboť leželo přímo v zóně, kterou si Rakousko-uherské vojsko zvolilo k útoku na Srbsko.